# Mirjana Jaramazović
Mirjana Jaramazović r. Stantić (Subotica, 13. rujna 1960.) je hrvatska književnica iz Vojvodine iz Subotice. Piše pjesme. Mati je pjevačice Marije, koja često izvodi njene pjesme na festivalima.
Kći je Antuna i Marge Stantić r. Mačković. Pjesme je objavila prvi put početkom 2000-ih. Objavila ih je u časopisima Zvoniku i Subotičkoj Danici. Sudjelovala je na Susret pučkih pjesnika "Lira naiva", a pjesme su joj objavljene u zbornicima s tih susreta 2008., 2009. i 2010.
Godine 2010.objavila je samostalnu zbirku Hajdemo zajedno, uz istoimeni nosač zvuka na kojoj pjeva kći Marija. 
Pjesme Mirjane Jaramazović su na književnom hrvatskom i na ikavici bunjevačkih Hrvata. Tematski prevladavaju duhovne pjesme. Druga po zastupljenosti tema su zavičajne pjesme. Zbirka Hajdemo zajedno sadrži i prozno djelo Križni put.
Pjesme su joj izvedene i snimljene na nosačima zvuka Festivala bunjevački’ pisama i na festivalima duhovne glazbe u Zagrebu, Molvama, Ogulinu, Vukovaru, Koprivnici, Subotici i dr. 
Na FBV nagrađene su joj pjesme: Ne dam da mi moje gaze (Najbolja pjesma po izboru slušateljstva 2006.), Nemoj mati tugovati (druga nagrada stručnog ocjenjivačkog žirija i nagrada za interpretaciju 2007., ), Sjećaš li se (prva nagrada strukovnih sudaca 2009.).